# Clubiona annuligera
Clubiona annuligera là một loài nhện trong họ Clubionidae.
Loài này thuộc chi Clubiona. Clubiona annuligera được Roger de Lessert miêu tả năm 1929.